# Wioślarstwo na Letnich Igrzyskach Olimpijskich 2016 – czwórka bez sternika mężczyzn
Rywalizacja w czwórce bez sternika mężczyzn w wioślarstwie na Letnich Igrzyskach Olimpijskich 2016 rozgrywana była między 8 a 12 sierpnia na Lagoa Rodrigo de Freitas.
Do zawodów zgłoszonych zostało 13 osad.

## Terminarz
Wszystkie godziny podane są w czasie brazylijskim (UTC-03:00).
| Data             | Godzina   |            |
| Data             | UTC-03:00 |            |
| ---------------- | --------- | ---------- |
| 8 sierpnia 2016  | 13:00     | Eliminacje |
| 9 sierpnia 2016  | 12:00     | Repasaże   |
| 11 sierpnia 2016 | 09:30     | Półfinały  |
| 12 sierpnia 2016 | 09:40     | Finały     |

## Rekordy
| Nazwa             | Zawodnicy                                                     | Kraj            | Rezultat | Miejsce  | Data          |
| ----------------- | ------------------------------------------------------------- | --------------- | -------- | -------- | ------------- |
| Rekord świata     | Peter Reed Tom James Andrew Triggs Hodge Alex Gregory         | Wielka Brytania | 5:37,860 | Lucerna  | 25 maja 2012  |
| Rekord olimpijski | William Lockwood James Chapman Drew Ginn Joshua Dunkley-Smith | Australia       | Londyn   | 5:47,060 | 30 lipca 2012 |

## Wyniki

### Eliminacje
Do półfinałów  awansowały trzy pierwsze osady z każdego biegu. Pozostałe osady wzięły udział w repasażach.
Bieg 1
| Pozycja | Tor | Zawodnik                                                                         | Reprezentacja | Czas    | Uwagi |
| ------- | --- | -------------------------------------------------------------------------------- | ------------- | ------- | ----- |
| 1.      | 2   | Joshua Dunkley-Smith William Lockwood Josh Booth Alexander Hill                  | Australia     | 5:54,84 | Q     |
| 2.      | 1   | Maximilian Korge Max Planer Anton Braun Felix Wimberger                          | Niemcy        | 5:59,74 | Q     |
| 3.      | 3   | Harold Langen Peter van Schie Vincent van der Want Govert Viergever              | Holandia      | 6:00,55 | Q     |
| 4.      | 4   | Vlad-Dragos Aicoboae Constantin Adam Marius-Vasile Cozmiuc Toader-Andrei Gontaru | Rumunia       | 6:02,56 |       |
| 5.      | 5   | Artiom Kosow Anton Zarucki Władisław Riabcew Nikita Morgaczow                    | Rosja         | 6:03,89 |       |

Bieg 2
| Pozycja | Tor | Zawodnik                                                      | Reprezentacja     | Czas    | Uwagi |
| ------- | --- | ------------------------------------------------------------- | ----------------- | ------- | ----- |
| 1.      | 4   | Giuseppe Vicino Matteo Castaldo Matteo Lodo Domenico Montrone | Włochy            | 5:56,01 | Q     |
| 2.      | 3   | Will Crothers Tim Schrijver Conlin McCabe Kai Langerfeld      | Kanada            | 5:58,26 | Q     |
| 3.      | 2   | Henrik Rummel Matthew Miller Charles Cole Seth Weil           | Stany Zjednoczone | 5:58,31 | Q     |
| 4.      | 1   | Wadzim Lalin Dzianis Mihal Mikałaj Szarłap Ihar Paszewicz     | Białoruś          | 6:02,93 |       |

Bieg 3
| Pozycja | Tor | Zawodnik                                                        | Reprezentacja     | Czas    | Uwagi |
| ------- | --- | --------------------------------------------------------------- | ----------------- | ------- | ----- |
| 1.      | 4   | Alex Gregory Mohamed Sbihi Constantine Louloudis George Nash    | Wielka Brytania   | 5:55,59 | Q     |
| 2.      | 1   | Dionisis Angelopoulos Janis Tsilis Jorgos Dzialas Janis Christu | Grecja            | 5:59,65 | Q     |
| 3.      | 2   | Benjamin Lang Mickaël Marteau Valentin Onfroy Théophile Onfroy  | Francja           | 6:00,72 | Q     |
| 4.      | 3   | David Hunt Jonty Smith Vincent Breet Jake Green                 | Południowa Afryka | 6:01,64 |       |

### Repasaże
Trzy pierwsze osady awansowały do półfinałów. Pozostałe osady odpadły.
| Pozycja | Tor | Zawodnik                                                                         | Reprezentacja     | Czas    | Uwagi |
| ------- | --- | -------------------------------------------------------------------------------- | ----------------- | ------- | ----- |
| 1.      | 2   | David Hunt Jonty Smith Vincent Breet Jake Green                                  | Południowa Afryka | 6:34,97 | Q     |
| 2.      | 3   | Wadzim Lalin Dzianis Mihal Mikałaj Szarłap Ihar Paszewicz                        | Białoruś          | 6:36,50 | Q     |
| 3.      | 1   | Artiom Kosow Anton Zarucki Władisław Riabcew Nikita Morgaczow                    | Rosja             | 6:39,32 | Q     |
| 4.      | 4   | Vlad-Dragos Aicoboae Constantin Adam Marius-Vasile Cozmiuc Toader-Andrei Gontaru | Rumunia           | 6:39,64 |       |

### Półfinały
Trzy pierwsze osady z każdego z półfinałów awansowały do finału A. Pozostałe osady awansowały do finału B.
Półfinał 1
| Pozycja | Tor | Zawodnik                                                        | Reprezentacja     | Czas    | Uwagi |
| ------- | --- | --------------------------------------------------------------- | ----------------- | ------- | ----- |
| 1.      | 3   | Joshua Dunkley-Smith William Lockwood Josh Booth Alexander Hill | Australia         | 6:11,82 | FA    |
| 2.      | 6   | David Hunt Jonty Smith Vincent Breet Jake Green                 | Południowa Afryka | 6:15,22 | FA    |
| 3.      | 4   | Giuseppe Vicino Matteo Castaldo Matteo Lodo Domenico Montrone   | Włochy            | 6:16,54 | Q     |
| 4.      | 2   | Henrik Rummel Matthew Miller Charles Cole Seth Weil             | Stany Zjednoczone | 6:19,08 |       |
| 5.      | 5   | Dionisis Angelopoulos Janis Tsilis Jorgos Dzialas Janis Christu | Grecja            | 6:24,04 |       |
| 6.      | 1   | Artiom Kosow Anton Zarucki Władisław Riabcew Nikita Morgaczow   | Rosja             | 6:24,89 |       |

Półfinał 2
| Pozycja | Tor | Zawodnik                                                            | Reprezentacja   | Czas    | Uwagi |
| ------- | --- | ------------------------------------------------------------------- | --------------- | ------- | ----- |
| 1.      | 3   | Alex Gregory Mohamed Sbihi Constantine Louloudis George Nash        | Wielka Brytania | 6:17,13 | FA    |
| 2.      | 2   | Will Crothers Tim Schrijver Conlin McCabe Kai Langerfeld            | Kanada          | 6:20,66 | FA    |
| 3.      | 5   | Harold Langen Peter van Schie Vincent van der Want Govert Viergever | Holandia        | 6:21,04 | FA    |
| 4.      | 6   | Wadzim Lalin Dzianis Mihal Mikałaj Szarłap Ihar Paszewicz           | Białoruś        | 6:22,46 |       |
| 5.      | 1   | Benjamin Lang Mickaël Marteau Valentin Onfroy Théophile Onfroy      | Francja         | 6:26,94 |       |
| 6.      | 4   | Maximilian Korge Max Planer Anton Braun Felix Wimberger             | Niemcy          | 6:35,90 |       |

### Finały
Finał B
| Pozycja | Tor | Zawodnik                                                        | Reprezentacja     | Czas    | Uwagi |
| ------- | --- | --------------------------------------------------------------- | ----------------- | ------- | ----- |
| 1.      | 4   | Henrik Rummel Matthew Miller Charles Cole Seth Weil             | Stany Zjednoczone | 5:59,20 |       |
| 2.      | 5   | Dionisis Angelopoulos Janis Tsilis Jorgos Dzialas Janis Christu | Grecja            | 6:00,56 |       |
| 3.      | 3   | Wadzim Lalin Dzianis Mihal Mikałaj Szarłap Ihar Paszewicz       | Białoruś          | 6:00,57 |       |
| 4.      | 1   | Artiom Kosow Anton Zarucki Władisław Riabcew Nikita Morgaczow   | Rosja             | 6:02,09 |       |
| 5.      | 2   | Benjamin Lang Mickaël Marteau Valentin Onfroy Théophile Onfroy  | Francja           | 6:02,21 |       |
| 6.      | 6   | Maximilian Korge Max Planer Anton Braun Felix Wimberger         | Niemcy            | 6:06,24 |       |

Finał A
| Pozycja | Tor | Zawodnik                                                            | Reprezentacja     | Czas    | Uwagi |
| ------- | --- | ------------------------------------------------------------------- | ----------------- | ------- | ----- |
| złoto   | 2   | Alex Gregory Mohamed Sbihi Constantine Louloudis George Nash        | Wielka Brytania   | 5:58,61 |       |
| srebro  | 4   | Joshua Dunkley-Smith William Lockwood Josh Booth Alexander Hill     | Australia         | 6:00,44 |       |
| brąz    | 1   | Giuseppe Vicino Matteo Castaldo Matteo Lodo Domenico Montrone       | Włochy            | 6:03,85 |       |
| 4.      | 2   | David Hunt Jonty Smith Vincent Breet Jake Green                     | Południowa Afryka | 6:05,80 |       |
| 5.      | 6   | Harold Langen Peter van Schie Vincent van der Want Govert Viergever | Holandia          | 6:08,38 |       |
| 6.      | 5   | Will Crothers Tim Schrijver Conlin McCabe Kai Langerfeld            | Kanada            | 6:15,93 |       |